# Selección de fútbol sub-20 de Israel
La selección de fútbol sub-20 de Israel es el equipo que representa al país en el Mundial Sub-20 y en la Eurocopa Sub-19, anteriormente en el Campeonato sub-19 de la AFC y en el Campeonato Sub-19 de la OFC; y es controlada por la Asociación de Fútbol de Israel.
En el Mundial Sub-20 disputado en 2023 en Argentina, del que participa por primera vez, Israel hace historia y obtiene el 3.er puesto al ganarle a Corea del Sur 3 a 1, en lo que se considera su mejor actuación en mundiales de todos los tiempos

## Palmarés
- Campeonato sub-19 de la AFC: 6

1964, 1965, 1966, 1967, 1971, 1972
- Copa Mundial de Fútbol Sub-20 de 2023

Tercero (1): 2023.

## Participaciones

### Mundial Sub-20
| Año   | Ronda        | J            | G            | E            | P            | GF           | GC           |
| ----- | ------------ | ------------ | ------------ | ------------ | ------------ | ------------ | ------------ |
| 1977  | No clasificó | No clasificó | No clasificó | No clasificó | No clasificó | No clasificó | No clasificó |
| 1979  | No clasificó | No clasificó | No clasificó | No clasificó | No clasificó | No clasificó | No clasificó |
| 1981  | No clasificó | No clasificó | No clasificó | No clasificó | No clasificó | No clasificó | No clasificó |
| 1983  | No clasificó | No clasificó | No clasificó | No clasificó | No clasificó | No clasificó | No clasificó |
| 1985  | No clasificó | No clasificó | No clasificó | No clasificó | No clasificó | No clasificó | No clasificó |
| 1987  | No clasificó | No clasificó | No clasificó | No clasificó | No clasificó | No clasificó | No clasificó |
| 1989  | No clasificó | No clasificó | No clasificó | No clasificó | No clasificó | No clasificó | No clasificó |
| 1991  | No clasificó | No clasificó | No clasificó | No clasificó | No clasificó | No clasificó | No clasificó |
| 1993  | No clasificó | No clasificó | No clasificó | No clasificó | No clasificó | No clasificó | No clasificó |
| 1995  | No clasificó | No clasificó | No clasificó | No clasificó | No clasificó | No clasificó | No clasificó |
| 1997  | No clasificó | No clasificó | No clasificó | No clasificó | No clasificó | No clasificó | No clasificó |
| 1999  | No clasificó | No clasificó | No clasificó | No clasificó | No clasificó | No clasificó | No clasificó |
| 2001  | No clasificó | No clasificó | No clasificó | No clasificó | No clasificó | No clasificó | No clasificó |
| 2003  | No clasificó | No clasificó | No clasificó | No clasificó | No clasificó | No clasificó | No clasificó |
| 2005  | No clasificó | No clasificó | No clasificó | No clasificó | No clasificó | No clasificó | No clasificó |
| 2007  | No clasificó | No clasificó | No clasificó | No clasificó | No clasificó | No clasificó | No clasificó |
| 2009  | No clasificó | No clasificó | No clasificó | No clasificó | No clasificó | No clasificó | No clasificó |
| 2011  | No clasificó | No clasificó | No clasificó | No clasificó | No clasificó | No clasificó | No clasificó |
| 2013  | No clasificó | No clasificó | No clasificó | No clasificó | No clasificó | No clasificó | No clasificó |
| 2015  | No clasificó | No clasificó | No clasificó | No clasificó | No clasificó | No clasificó | No clasificó |
| 2017  | No clasificó | No clasificó | No clasificó | No clasificó | No clasificó | No clasificó | No clasificó |
| 2019  | No clasificó | No clasificó | No clasificó | No clasificó | No clasificó | No clasificó | No clasificó |
| 2023  | Tercer lugar | 7            | 4            | 1            | 2            | 11           | 8            |
| 2025  | No Clasificó | No Clasificó | No Clasificó | No Clasificó | No Clasificó | No Clasificó | No Clasificó |
| Total | 1/24         | 7            | 4            | 1            | 2            | 11           | 8            |

### Campeonato Sub-19 de la AFC
| Año   | Ronda            | J  | G  | E | P | GF  | GC |
| ----- | ---------------- | -- | -- | - | - | --- | -- |
| 1964  | Campeón          | 4  | 3  | 1 | 0 | 10  | 0  |
| 1965  | Campeón          | 6  | 6  | 0 | 0 | 32  | 4  |
| 1966  | Campeón          | 5  | 3  | 2 | 0 | 16  | 2  |
| 1967  | Campeón          | 5  | 4  | 1 | 0 | 14  | 1  |
| 1968  | 3.er lugar       | 7  | 4  | 2 | 1 | 16  | 2  |
| 1969  | 4.º lugar        | 6  | 4  | 0 | 2 | 8   | 3  |
| 1970  | Cuartos de final | 4  | 2  | 1 | 1 | 10  | 1  |
| 1971  | Campeón          | 6  | 5  | 1 | 0 | 10  | 1  |
| 1972  | Campeón          | 6  | 6  | 0 | 0 | 20  | 0  |
| Total | 9/9              | 49 | 37 | 8 | 4 | 136 | 14 |

### Campeonato Sub-20 de la OFC
| Año  | Ronda     | J | G | E | P | GF | GC |
| ---- | --------- | - | - | - | - | -- | -- |
| 1985 | Finalista | 5 | 3 | 1 | 1 | 15 | 6  |
| 1986 | Finalista | 4 | 2 | 2 | 0 | 11 | 3  |

### Sudamericano Sub-20
| Año  | Ronda          | J | G | E | P | GF | GC |
| ---- | -------------- | - | - | - | - | -- | -- |
| 1988 | Fase de grupos | 5 | 3 | 0 | 2 | 6  | 4  |

### Eurocopa Sub-19
| 1992  | No clasificó   | No clasificó | No clasificó | No clasificó | No clasificó | No clasificó | No clasificó |              |             |
| 1993  | No clasificó   | No clasificó | No clasificó | No clasificó | No clasificó | No clasificó | No clasificó |              |             |
| 1994  | No clasificó   | No clasificó | No clasificó | No clasificó | No clasificó | No clasificó | No clasificó |              |             |
| 1995  | No clasificó   | No clasificó | No clasificó | No clasificó | No clasificó | No clasificó | No clasificó |              |             |
| 1996  | No clasificó   | No clasificó | No clasificó | No clasificó | No clasificó | No clasificó | No clasificó |              |             |
| 1997  | Fase de grupos | 3            | 0            | 1            | 2            | 1            | 6            |              |             |
| 1998  | No clasificó   | No clasificó | No clasificó | No clasificó | No clasificó | No clasificó | No clasificó |              |             |
| 1999  | No clasificó   | No clasificó | No clasificó | No clasificó | No clasificó | No clasificó | No clasificó |              |             |
| 2000  | No clasificó   | No clasificó | No clasificó | No clasificó | No clasificó | No clasificó | No clasificó |              |             |
| 2001  | No clasificó   | No clasificó | No clasificó | No clasificó | No clasificó | No clasificó | No clasificó |              |             |
| 2002  | No clasificó   | No clasificó | No clasificó | No clasificó | No clasificó | No clasificó | No clasificó |              |             |
| 2003  | No clasificó   | No clasificó | No clasificó | No clasificó | No clasificó | No clasificó | No clasificó |              |             |
| 2004  | No clasificó   | No clasificó | No clasificó | No clasificó | No clasificó | No clasificó | No clasificó |              |             |
| 2005  | No clasificó   | No clasificó | No clasificó | No clasificó | No clasificó | No clasificó | No clasificó |              |             |
| 2006  | No clasificó   | No clasificó | No clasificó | No clasificó | No clasificó | No clasificó | No clasificó |              |             |
| 2007  | No clasificó   | No clasificó | No clasificó | No clasificó | No clasificó | No clasificó | No clasificó |              |             |
| 2008  | No clasificó   | No clasificó | No clasificó | No clasificó | No clasificó | No clasificó | No clasificó |              |             |
| 2009  | No clasificó   | No clasificó | No clasificó | No clasificó | No clasificó | No clasificó | No clasificó |              |             |
| 2010  | No clasificó   | No clasificó | No clasificó | No clasificó | No clasificó | No clasificó | No clasificó |              |             |
| 2011  | No clasificó   | No clasificó | No clasificó | No clasificó | No clasificó | No clasificó | No clasificó |              |             |
| 2012  | No clasificó   | No clasificó | No clasificó | No clasificó | No clasificó | No clasificó | No clasificó |              |             |
| 2013  | No clasificó   | No clasificó | No clasificó | No clasificó | No clasificó | No clasificó | No clasificó |              |             |
| 2014  | Fase de grupos | 3            | 0            | 0            | 3            | 1            | 8            |              |             |
| 2015  | No clasificó   | No clasificó | No clasificó | No clasificó | No clasificó | No clasificó | No clasificó |              |             |
| 2016  | No clasificó   | No clasificó | No clasificó | No clasificó | No clasificó | No clasificó | No clasificó |              |             |
| 2017  | No clasificó   | No clasificó | No clasificó | No clasificó | No clasificó | No clasificó | No clasificó |              |             |
| 2018  | No clasificó   | No clasificó | No clasificó | No clasificó | No clasificó | No clasificó | No clasificó |              |             |
| 2019  | No clasificó   | No clasificó | No clasificó | No clasificó | No clasificó | No clasificó | No clasificó |              |             |
| 2020  | Cancelado      | Cancelado    | Cancelado    | Cancelado    | Cancelado    | Cancelado    | Cancelado    | Cancelado    |             |
| 2021  | Cancelado      | Cancelado    | Cancelado    | Cancelado    | Cancelado    | Cancelado    | Cancelado    | Cancelado    |             |
| 2022  | Subcampeón     | 5            | 2            | 1            | 2            | 9            | 9            |              |             |
| 2023  | No clasificó   | No clasificó | No clasificó | No clasificó | No clasificó | No clasificó | No clasificó | No clasificó |             |
| 2024  | No clasificó   | No clasificó | No clasificó | No clasificó | No clasificó | No clasificó | No clasificó | No clasificó |             |
| 2025  | Por definir    | Por definir  | Por definir  | Por definir  | Por definir  | Por definir  | Por definir  | Por definir  | Por definir |
| Total | 3/29           | 11           | 2            | 2            | 7            | 11           | 23           |              |             |